# درة كوه سورغ (قيلاب)
درة کوه سورغ (بالفارسية: دره‌کوه‌سورگ) هي قرية تقع في قسم قيلاب الريفي، بمقاطعة أنديمشك التابعة لمحافظة خوزستان، إيران. يقدر عدد سكانها بـ 27 نسمة حسب الإحصاء السكاني الذي تمّ في عام 2006.